# 僕のかわいい上司さま
『僕のかわいい上司さま』（ぼくのかわいいじょうしさま）は、小池田マヤの4コマ漫画作品。芳文社のまんがタイムスペシャル・まんがタイムオリジナルに連載されていた。まんがタイムスペシャルにおいては、一時期表紙にも登場していた。
作者の初期のストーリー4コマであり、女性の上司と部下の男の関係をテーマにしている。

## 第一部
企画課の女係長と部下の主任の社内恋愛を描く。

### 主な登場人物
林歩
企画課主任。童顔で若く見られる事が多く、新入社員に間違えられたことも何度かある。
上司の松本係長と付き合っている。このことを本人たちは秘密にしているが、周囲の人たちはみんな知っている。
松本妙子
企画課係長。もともと林の直属の上司であり彼に仕事を指導していく中で自然に付き合うようになった。林と一緒にいると、恋人同士ではなく姉弟に間違われることもある。
結婚後人事課に異動し、新入社員の採用なども受け持つ。
野口
林の同期の女性社員。林のことが好きだった。林の結婚後に後輩と結婚して退職した。
彼女の話によれば林は同期の女性社員に一番人気があったらしい。

## 第二部
企画課の係長となった林の部下の3人の女チーフと3人の新入社員との関係を描く。

### 主な登場人物
日立朝美
企画課チーフ。新人3人の指導を受け持つ。
長く付き合っていた彼がいたが、彼の浮気などが原因で別れている。
陽山まひる
企画課チーフ。
トロそうに見えるが3人のチーフのうち一番仕事ができる。成功の要因を聞かれると「なんとなく」で済ませてしまう場合が多いが、実際にはまめな情報収集などの地道な行動の成果である。
ひそかに林係長のことが好きだが、夫婦の仲のよさも知っているので諦めている。
かなりの近視で、眼鏡がないと少し先にある立木と人間の区別すらつかなくなる。
伴夕妃子
企画課チーフ。
姉御肌で口はきつい。日立・陽山とは違い中途採用である。過去の職に関しては明言されていない。離婚歴がある。
六鹿幸
新入社員。3人の新人の中では一番普通の人。日立の部下になる。
蝶野優一郎
新入社員。女性にもてる。まめな性格で料理なども得意。最初は伴の部下になるが、後に陽山の部下になる。
猪口剛
新入社員。猪突猛進タイプ。最初は女性の下で働くのを嫌がっていたが、上司たちの実力を見て考えを改めている。優秀な兄がいて、コンプレックスを持っている。最初陽山の部下になるが、後に伴の部下になる。
林歩
企画課係長。詳しくは第一部の登場人物の項目を参照。
林妙子
人事主任。猪口・六鹿・蝶野の入社試験のときの面接も担当していた。
ほとんどの登場人物が「人事主任」と呼んでいるので名前がほとんど出てこない（林係長だけは「妙子さん」と呼ぶ）。
連載の最終話で子供が生まれた。

## 単行本
全5巻、文庫版もあり
1巻
芳文社より刊行。第一部を収録。後半に『おかえり まーさん』が収録されている。
2-4巻
芳文社より刊行。第二部の途中まで収録。
完結編
双葉社より刊行。4巻までに収録されなかった分が収録されている。
文庫版
双葉社より刊行、上下巻。『おかえり まーさん』は未収録。